# Jillian Colebourn
Jillian Wei-Lin Colebourn (* 9. Juni 1995 in Sydney) ist eine australische Biathletin.

## Karriere
Die internationale Karriere von Jillian Colebourn begann bei den Juniorenweltmeisterschaften 2015, bei denen sie wie auch im Folgejahr teilnahm. Ihren Einstand auf Seniorenebene gab die Australierin im Januar 2017 in Martell, das Debütrennen endete auf Rang 83 des Sprints. Erstes Großereignis wurden die Europameisterschaften 2018 in Ridnaun wo Colebourn in Einzel, Sprint und, an der Seite von Damon Morton, der Single-Mixed-Staffel antrat.
Ihr Debüt auf höchster Ebene gab Colebourn bei den Weltmeisterschaften 2019. Zu Beginn der Saison 2019/20 folgte auch der Einstand im regulären Weltcup, in Hochfilzen schloss Colebourn den Sprint auf Rang 102 ab. Am Ende des Winters gab es für die Australierin in Minsk erstmals ein Top-30-Ergebnis im IBU-Cup zu feiern. Auch 2020/21 nahm Jillian Colebourn an der WM sowie am Weltcupgeschehen teil, gute Ergebnisse blieben aber weithin aus. Ein besonderes Rennen bestritt die Australierin in der Single-Mixed-Staffel der EM 2022, als sie an der Seite des 16-jährigen Boris Stanish lief. Das Saisonende 2021/22 verlief für Colebourn äußerst erfolgreich, mit Rang 28 im Sprint von Ridnaun sowie Platz 72 im Weltcupsprint von Oslo gelangen ihr auf beiden Ebenen persönliche Bestleistungen.

## Persönliches
Jillian Colebourn betreibt seit 2011 Biathlon. Sie ist studierte Mechatronikerin und legte den Abschluss in ihrer Heimat Sydney ab. Neben Englisch spricht sie auch Italienisch.

## Statistiken

### Weltcupplatzierungen
Die Tabelle zeigt alle Platzierungen (je nach Austragungsjahr einschließlich Olympische Spiele und Weltmeisterschaften).
- 1.–3. Platz: Anzahl der Podiumsplatzierungen
- Top 10: Anzahl der Platzierungen unter den ersten zehn (einschließlich Podium)
- Punkteränge: Anzahl der Platzierungen innerhalb der Punkteränge (einschließlich Podium und Top 10)
- Starts: Anzahl gelaufener Rennen in der jeweiligen Disziplin
- Staffel: inklusive Mixed- und Single-Mixed-Staffeln

| Platzierung               | Einzel | Sprint | Verfolgung | Massenstart | Staffel | Gesamt |
| ------------------------- | ------ | ------ | ---------- | ----------- | ------- | ------ |
| 1. Platz                  |        |        |            |             |         |        |
| 2. Platz                  |        |        |            |             |         |        |
| 3. Platz                  |        |        |            |             |         |        |
| Top 10                    |        |        |            |             |         |        |
| Punkteränge               |        |        |            |             |         |        |
| Starts                    | 4      | 11     |            |             |         | 15     |
| Stand: Saisonende 2021/22 |        |        |            |             |         |        |

### Biathlon-Weltmeisterschaften
Ergebnisse bei den Weltmeisterschaften:
| Weltmeisterschaften | Weltmeisterschaften | Einzelwettbewerbe | Einzelwettbewerbe | Einzelwettbewerbe | Einzelwettbewerbe | Staffelwettbewerbe | Staffelwettbewerbe |
| Jahr                | Ort                 | Einzel            | Sprint            | Verfolgung        | Massenstart       | Damenstaffel       | Mixedstaffel       |
| ------------------- | ------------------- | ----------------- | ----------------- | ----------------- | ----------------- | ------------------ | ------------------ |
| 2019                | Östersund           | 87.               | 90.               | –                 | –                 | –                  | –                  |
| 2020                | Antholz             | 94.               | 93.               | –                 | –                 | –                  | –                  |
| 2021                | Pokljuka            | 90.               | 96.               | –                 | –                 | –                  | –                  |

### Juniorenweltmeisterschaften
Ergebnisse bei den Juniorenweltmeisterschaften:
| Weltmeisterschaften | Weltmeisterschaften | Einzel | Sprint | Verfolgung | Staffel |
| Jahr                | Ort                 | Einzel | Sprint | Verfolgung | Staffel |
| ------------------- | ------------------- | ------ | ------ | ---------- | ------- |
| 2015                | Minsk               | 62.    | 60.    | 59.        | –       |
| 2016                | Cheile Grădiștei    | 63.    | 64.    | –          | –       |